# Thomas Campbell
Thomas Campbell (ur. 1 lutego 1763 w Hrabstwie Down (Północna Irlandia), zm. 4 stycznia 1854 w Bethany, Wirginia Zachodnia) – prezbiteriański pastor, prekursor Kościoła Chrystusowego podczas drugiego wielkiego przebudzenia w Stanach Zjednoczonych.
W 1807 roku wyemigrował do Ameryki. Nie zgadzając się z podziałami wśród chrześcijan organizował wspólne spotkania z chrześcijanami z innych denominacji, za co został zmuszony do opuszczenia Kościoła prezbiteriańskiego.
W roku 1809 założył organizację "Waszyngtońskie Stowarzyszenie Chrześcijańskie" (Christian Association of Washington), a jego cele i zadania przedstawił w dokumencie "Deklaracja i wezwanie" (Declaration and Address). W tej publikacji zawarł główne powody i cele założonego Stowarzyszenia oraz idee jedności chrześcijan oraz sformułował jego motto: "Gdzie Biblia mówi – my mówimy. Gdzie Biblia milczy – my milczymy. Nie narzucajmy ani też nie przyjmujmy niczego jako biblijnego zobowiązania, jeśli nie możemy zacytować: Tak mówi Pan".
Dokument zawierał nowatorskie stwierdzenia i propozycje dla jedności chrześcijan: „Kościół Chrystusa na ziemi, w swej istocie, intencji i strukturze, jest jeden. Należą do niego wszyscy, gdziekolwiek się znajdujący, którzy wyznają swoją wiarę w Chrystusa i są Mu posłuszni we wszystkim, zgodnie z Pismem, co manifestuje się zarówno w ich charakterze, jak i w postępowaniu; i nikt więcej, gdyż nikogo poza tym nie można szczerze i uczciwie nazwać chrześcijaninem”.
W 1812 postanowił przyjąć chrzest przez zanurzenie, co zbliżyło go do baptystów, postanowił jednak zachować odrębność swego zboru.
Zaproponował, by wierni zbierali się w niedzielę na czterogodzinne nabożeństwo, na które składało się czytanie Biblii, kazania, Wieczerza Pańska, śpiew, modlitwa i zbieranie kolekty na potrzeby zboru. Zalecał też czytanie Biblii przy każdym posiłku w każdej rodzinie.
Jego syn Aleksander (1788—1866) kontynuował jego dzieło.
Ruch zapoczątkowany przez Thomasa Campbella dotarł do Polski w 1921 roku wraz z reemigrantem Konstantym Jaroszewiczem.